# David Stypka
David Stypka (ur. 21 lipca 1979 w Dobrej, zm. 10 stycznia 2021) – czeski wokalista znany z występowania w formacji muzycznej David Stypka and Bandjeez. Laureat nagrody Anděl w kategorii Wykonawca solowy 2017 roku.

## Życiorys
Pochodził z Dobrej, niedaleko miejscowości Frydek-Mistek. Po ukończeniu szkoły zajmował się m.in. dziennikarstwem. Występował głównie w grupie David Stypka and Bandjeez. Był laureatem wielu nagród muzycznych.
Latem 2019 roku zdiagnozowano u niego raka trzustki. Zmarł 10 stycznia 2021 r., w wieku 41 lat, na skutek powikłań związanych z COVID-19. 

## Dyskografia
Najzar
- 2007 – Tula

David Stypka a Bandjeez
- 2014 – Čaruj
- 2015 – Neboj SE
- 2016 – EP Jericho
- 2017 – neboj.
- 2021 – Dýchej (in memoriam)